# Campeonato nacional de Estados Unidos 1898
Lista de los campeones del Campeonato nacional de Estados Unidos de 1898:

## Senior

### Individuales masculinos
Malcolm Whitman vence a  Dwight Davis, 3–6, 2–6, 6–2, 6–4, 6–2

### Individuales femeninos
Juliette Atkinson vence a  Marion Jones, 6–4, 6–2

### Dobles masculinos
Leo Ware /  George Sheldon vencen a  Holcombe Ward /  Dwight Davis, 3–6, 6–2, 6–1, 7–5

### Dobles femeninos
Juliette Atkinson /  Kathleen Atkinson vencen a  Marie Wimer /  Carrie Neely, 6–2, 5–7, 6–0

### Dobles mixto
Carrie Neely /  Edwin P. Fischer vencen a  Helen Chapman /  J.A. Hill, 6–4, 2–6, 11–9
| Predecesor: 1897                         | Campeonato nacional de Estados Unidos 1898 | Sucesor: 1899                         |
| Predecesor: Campeonato de Wimbledon 1898 | Grand Slam 1898                            | Sucesor: Campeonato de Wimbledon 1899 |

- Datos: Q2620525